# شماره‌های تلفن در افغانستان
شماره تلفن‌های افغانستان با کد کشوری +٩٣ آغاز میشود.

## کدهای تلفن ثابت
کدهای منطقه‌ای در افغانستان دو رقمی است. معمول است که شماره های تلفن ثابت را به صورت ۰xx) yyy-yyyy) بنویسید، که xx کد منطقه شما است. از پیشوند ۰ برای شماره گیری در داخل کشور استفاده شده تماس گیرندگان بین‌المللی باید با کد ۰xx yyy yyyy شماره گیری کنند.
کدهای منطقوی برای شهرهای مشترک عبارتند از:
- ۰٢۰ yyyy yyy: کابل
- ۰٢۶ yyyy yyy: دایکندی
- ۰٣۰ yyyy yyy: قندهار
- ۰۴۰ yyyy yyy: هرات
- ۰٥۰ yyyy yyy: مزار شریف
- ۰۶۰ yyyy yyy: جلال آباد
- ۰٧۰ yyyy yyy: گردیز

## کدهای تلفن همراه
در حال حاضر شش شرکت تلفن همراه در افغانستان فعالیت دارند. کدهای شماره های تلفن همراه به صورت (۰xx yyy yyyy) نوشته می شوند، که xx کد مشخص یک شرکت میباشد. از پیشوند ۰ برای شماره گیری در داخل کشور استفاده شده تماس گیرندگان بین‌المللی باید با کد ۰xx yyy yyyy شماره گیری کنند.
برخی از کدهای تلفن همراه عبارتند از:

### افغان بیسیم
0706069329 yyyy yyy
- ۰٧١ yyyy yyy

### روشن
- ۰٧٢ yyyy yyy
- ۰٧٩ yyyy yyy

56789090

### ام تی ان
- ۰٧۶ yyyy yyy
- ۰٧٧ yyyy yyy

### سلام
- ۰٧۴ yyyy yyy

### شبکه مخابراتی سلام
- ٥ yyyy yyy'

## اتصالات
078XXXXXXX
073XXXXXXX
- مخابرات در افغانستان